# Corti di palazzo
Le Corti di palazzo erano sei magistrature della Repubblica di Venezia con funzioni giudiziarie.

## Storia
Sin dal X secolo il doge era affiancato da un gruppo di aristocratici detti judices che andavano a formare la cosiddetta Curia ducis. Si trattava, in sostanza, di un gruppo di stretti collaboratori del doge e non aveva solo potere giudiziario, partecipando ai placiti, ma veniva coinvolta anche in decisioni di tipo amministrativo e politico.
Nei secoli successivi il ruolo dei judices, visti come uno strumento del potere ducale, venne gradualmente ridimensionato; in particolare, con l'istituzione dei sapientes (i savi) vennero limitati al solo ambito giudiziario. Nel frattempo, anche la figura del doge perdeva poteri, assumendo sempre più una funzione rappresentativa o al massimo consultiva.
Da questa Curia ducis andarono ad evolversi, più o meno rapidamente, le sei Corti di palazzo.

## Funzioni
Ciascuna Corte era composta da tre giudici preposti a dirimere controversie di varia natura, sia in campo civile che penale. Era sufficiente la sottoscrizione di due giudici per validare una sentenza.
I giudici assenti o impediti, ma anche quelli sospettati di parzialità, venivano sostituiti dai judices per omnes curias e, a partire dal Cinquecento, da giudici e sindici estraordinari.

### Giudici del proprio
Furono la prima Corte di palazzo ad essere istituita e inizialmente ebbero vastissimi poteri che spaziavano dal diritto civile al diritto penale. 
Nei secoli successivi, man mano che venivano istituite le altre Corti, persero gradualmente le proprie facoltà. La loro competenza finì per limitarsi alle sorti della dote una volta sciolto il matrimonio, alle successioni ab intestato, alle divisioni tra fratelli e ai ricorsi sugli immobili siti a Venezia e nel Dogado.

### Giudici al forestier
Vennero creati sul finire del XII secolo. A detta delle cronache - non confermate da documenti storici - sarebbero stati istituiti per dirimere le controversie fra Stato e privati (da qui l'antica denominazione di Giudici del comun) ma, con l'accrescersi della potenza commerciale veneziana, finirono per occuparsi delle controversie fra stranieri o tra veneziani e stranieri.
Dal Trecento ebbero il compito di sentenziare anche sulle controversie di diritto marittimo (cause tra capitani, ufficiali e marinai, sui noli ecc.) e sulle questioni di avaria.
Tra i casi tipici figuravano le liti attorno alla locazione di case a Venezia nelle quali erano spesso coinvolti stranieri dal momento che a questi ultimi era vietato l'acquisto di immobili.

### Giudici di petizion
Istituiti nel 1244 durante il dogato di Giacomo Tiepolo, assorbirono alcune competenze del Minor Consiglio, dei giudici del proprio e dei giudici al forestier.
Avevano il compito di giudicare tutte le controversie per debiti che coinvolgessero almeno un veneziano, da 50 lire e poi da 50 ducati in su. Sentenziavano, inoltre, sulle questioni di società e sui contratti di colleganza e nominavano tutori e commissari. Erano inoltre preposti all'interpretazione dei testamenti poco chiari. 
Sino ai primi anni del XIV secolo ebbero anche potere sulle rappresaglie e i fallimenti.

### Giudici dell'esaminador
Attivi dal 1204, avevano varie funzioni: esaminavano i testimoni, autorizzavano i passaggi di proprietà, autenticavano le copie dei documenti (e, a partire dal 1280, degli atti notarili), rilevavano i testamenti per breviario e gestivano la vendita dei pegni. Ebbero anche il compito di dirimere le controversie sui diritti di prelazione nella vendita di immobili.

### Giudici del procurator
Istituiti verso la metà del Duecento, si occupavano delle liti che coinvolgevano i procuratori di San Marco quando a questi venivano affidate materie come tutele e testamenti. A loro si rivolgevano le mogli che chiedevano di disporre di parte della propria dote (in caso di bisogno, per sposare o maritare una figlia) o per riottenerla nel caso in cui i procuratori di San Marco l'avessero in amministrazione.
Nel 1269, prima che la terraferma fosse assoggettata alla Serenissima, ebbero anche il compito di lavorare alle questioni sorte fra veneziani attorno a immobili situati nel Trevigiano o nel Ferrarese; più tardi venne esteso a tutte le proprietà distribuite al di fuori di Venezia e del Dogado. 

### Giudici del mobile
Comparvero nel 1255 per assorbire parte delle competenze assegnate ai giudici del proprio e giudici di petizion. Si occupavano, in particolare, di risolvere le controversie per debiti del valore di meno di 50 lire (passato poi a meno di 50 ducati), nonché quelle riguardanti beni mobili e gli affitti di case.
Nel Trecento ebbero inoltre la facoltà di autorizzare l'esecuzione di testamenti, contratti matrimoniali e chirografi. Nello stesso periodo assunsero un'altra funzione dai giudici di petizion: sentenziare su colleganze e società di beni mobili, sempre sotto la soglia di 50 ducati.